# 張守一 (臺灣)
張守一（1960年—），出生於臺灣台北市。東海大學哲學系學士、國立政治大學東亞研究所碩士、暨南大學國際關係學博士。篤信一貫道。前中國時報記者，台灣宗教團體愛護家庭大聯盟 （簡稱護家盟）秘書長，反對LGBT權益社運人士。有「反同悍將」、「反同重砲手」之稱。

## 政治參與
臺灣同志運動
2014年，立法院司法及法制委員會舉行同性婚姻公聽會，中國國民黨邀請張守一代表反方出席發言。2016年由立法委員許淑華主持的第一場同性婚姻公聽會上，中國國民黨再度推薦張守一出席反方發言。
2016年11月24日，張守一在立法院的婚姻平權草案公聽會上表示「如果同性婚姻法案通過，那澳洲有一個人想跟摩天輪結婚、美國有人想跟50輛汽車結婚，是不是也都可以？」引發熱議與大量網民的惡搞。
司法院於2017年3月24日召開憲法法庭，針對祁家威與柯文哲市府所提之釋憲聲請進行言詞辯論。張守一在司法院前的台灣宗教團體愛護家庭大聯盟記者會上表示，若結果是違憲，對教育、宗教等都會有衝擊，如性行為教育變得模糊，會衝擊不讓同性戀結婚的基督教、有嚴明男女界線的一貫道等。
2017年11月，宗華教信聯盟成立，張守一為常務執行委員之一。

## 個人生活
2006年，張守一與其陳姓情婦誕下一女，張守一的劉姓妻子因而上法院提告妨害家庭，後來劉決定撤控，張守一亦與其離婚。
2016年，台灣壹週刊報導張守一曾有外遇通姦並與外遇對象生下私生女，其所守護家庭價值的觀念與真實性因此受到質疑。同年12月8日，他在臉書發文道歉。

## 作品
- 張守一. . 國立政治大學. 1996 （中文（繁體））.

## 外部連結
- 下一代幸福聯盟 （页面存档备份，存于）